# Allotoca maculata
El tiro manchado (Allotoca maculata) es una especie de pez actinopeterigio de agua dulce, de la familia de los goodeidos.
El nombre maculata deriva de la palabra del latín maculata, que significa "mancha", referida a la mancha negra en la base de la aleta caudal.

## Morfología
Son peces de pequeño tamaño con una longitud máxima descrita de 6,5 cm los machos y 7,5 cm las hembras. Aletas dorsales y anales muy atrás en el cuerpo, pero menos posterior que en Allotoca dugesi, los radios dorsales por lo general 13 o 14 mientras que los analos suelen ser 11 a 13; aletas adultas dimórficas, más largas en machos que tienen aletas dorsal y anal redondeadas y elevadas; cuerpo profundo y comprimido; la coloración es distintiva, aletas en su mayoría claras, una o más manchas oscuras irregulares en el pedúnculo caudal, hembras con 3 a 6 manchas laterales de color azul iridiscente, machos con una serie lateral de finas manchas oscuras.

## Distribución y hábitat
Se distribuye por ríos de América del Norte, en cuencas fluviales de Jalisco en México. Son peces de agua dulce tropical, de comportamiento demersal, que prefieren un rango de pH entre 7 y 7,7 y una temperatura entre 22 y 26 °C,